# Phil de Glanville

a Compétitions nationales et continentales officielles uniquement.

b Matchs officiels uniquement.
Dernière mise à jour le 29 avril 2025.
Philip Ranulph de Glanville, connu sous le nom de Phil de Glanville, est né le 1er octobre 1968 à Loughborough (Angleterre). C’'st un joueur de rugby à XV, qui joue avec l'équipe d'Angleterre de 1992 à 1999 et avec le club des Bath, évoluant au poste de trois-quarts centre. 

## Famille
Son fils, Tom de Glanville, est aussi rugbyman, jouant pour le club de Bath.

## Carrière

### En club
Il part jouer avec Bath en 1989, il est leur capitaine lors du doublé coupe-championnat en 1996. Il remporte la Coupe d'Europe 1997-1998.

### En équipe nationale
Il a eu sa première cape internationale le 14 novembre 1992, à l'occasion d'un match contre l'équipe d'Afrique du Sud où il rentre comme remplaçant. 
En 1996 le sélectionneur national Jack Rowell le désigne comme le capitaine de l'équipe anglaise. Cependant, il est critiqué quand il fait partie du XV de départ lors du Tournoi 1997. En effet, il n'est pas suffisamment bon pour avoir une place assurée dans l'équipe.
Il ne fait pas partie de la tournée des Lions britanniques l'été 1997 et c'est le jeune Will Greenwood qui est retenu alors qu'il n'a pas encore connu de cape internationale avec le XV de la rose.
Auparavant il subissait déjà la féroce concurrence d'un certain Jeremy Guscott, talentueux joueur.

## Palmarès
- Vainqueur du Tournoi 1996.
- Champion d'Angleterre avec Bath en 1996.
- Vainqueur de la Coupe d'Angleterre avec Bath en 1996.

## Statistiques en équipe nationale
- 38 sélections avec l'équipe d'Angleterre
- Sélections par année : 1 en 1992, 2 en 1993, 7 en 1994, 4 en 1995, 3 en 1996, 10 en 1997, 5 en 1998, 6 en 1999.
- Tournois des Cinq Nations disputés : 1993, 1994, 1996, 1997 et 1998